# Death Metal (album)
Death Metal je split album iz 1984. sastava Helloween, Hellhammer, Running Wild i Dark Avenger. Sadrži jedini snimljeni materijal njemačkog sastava Dark Avenger osim njihova demoalbuma iz 1985.

## O albumu
Album donosi snimku srednjoeuropske metal scene s kraja ranih 1980-ih. U to vrijeme, Running Wild je tek trebao razviti svoj "pirate metal" fokus i smatrali su se black metal sastavom.  Helloween je imao više thrash ili speed metal zvuk u usporedbi s melodičnijim power metal stilom koji će uskoro razviti. Hellhammer su bili najmračniji i najteži sastav i kasnije će se razviti u skupinu Celtic Frost.
Pjesme Running Wilda pojavljuju se kao bonus pjesme na japanskom izdanju njihova albuma Masquerade iz 1995.; Pjesme Helloweena pojavljuju se na drugom disku remasteriranog i proširenog izdanja iz 2006. njihovog albuma iz 1985., Walls of Jericho ; i Hellhammerove pjesme pojavljuju se na reizdanju njihovog EP-a iz 1984. Apocalyptic Raids iz 1990.

## Popis pjesama
| 1. | »Iron Heads«          | Running Wild | 3:40 |
| 2. | »Bones to Ashes«      | Running Wild | 5:13 |
| 3. | »Revelations of Doom« | Hellhammer   | 2:45 |
| 4. | »Messiah«             | Hellhammer   | 4:30 |

| 5.    | »Black Fairies«      | Dark Avenger | 3:41 |
| 6.    | »Lords of the Night« | Dark Avenger | 3:25 |
| 7.    | »Oernst of Life«     | Helloween    | 4:30 |
| 8.    | »Metal Invaders«     | Helloween    | 4:35 |
| 32:19 |                      |              |      |

## Zasluge
| Helloween - Kai Hansen – gitara, vokal - Michael Weikath – gitara - Markus Grosskopf – bas-gitara - Ingo Schwichtenberg – bubnjevi Hellhammer - Tom G. Warrior – gitara, vokal - Martin E. Ain – bas-gitara - Bruce Day – bubnjevi | Running Wild - Rock'n'Rolf – vokal, gitara - Preacher – gitara - Stephan Boriss – bas-gitara - Hasche – bubnjevi Dark Avenger - Siegfried Kohmann – vokal - Bernd Piontek – gitara - Claus Johannson – gitara - Uwe Neff – bas-gitara - Andreas Breindl – bubnjevi Ostalo osoblje - Horst Müller – inženjer zvuka - Freudstein – grafički dizajn |